# Jorge Sergio Reis Filho
Jorge Sergio Reis Filho (Paranavaí, 16 de abril de 1975) é um médico e cientista brasileiro, especialista em patologia experimental e genômica de tumores. Em 2014 foi considerado uma das mentes científicas mais influentes do mundo pela Thomson Reuters.

## Biografia
Filho do médico Jorge Sergio Reis e da bioquímica Carmem Dal-Prá, Jorge Sergio Reis Filho nasceu em 1975 em Paranavaí, no Paraná. Em 1997 formou-se em medicina pela Universidade Federal do Paraná (UFPR). Chegou a frequentar também o curso de Química Industrial na Pontifícia Universidade Católica do Paraná (PUCPR). Realizou residência médica em patologia no Hospital de Clínicas, em Curitiba. Casou-se com a bioquímica alemã Britta Weigelt.
Iniciou sua carreira no Institute of Cancer Research (ICR), em Londres, onde progrediu de estudante de doutorado, de 2002 a 2006, a líder do time de patologia molecular (2006-2010) e, eventualmente, a professor titular de patologia molecular em 2010. É o atual Diretor de Patologia Experimental no Memorial Sloan Kettering Cancer Center em Nova Iorque, onde lidera um grupo de pesquisas de alterações genéticas que causam tumores raros.
Em 2010 recebeu o prêmio de Ramzi S. Contran Cientista Jovem da Academia de Patologia dos Estados Unidos e Canada (United States and Canadian Academy of Pathology)  e o prêmio Líderes do Futuro da Cancer Research UK. Em 2014, foi nomeado como uma das mentes cientificas mais influentes pela Thomson Reuters. Suas pesquisas sobre a genética de tumores de mama e melanoma receberam atenção na mídia nacional e internacional nos últimos anos. Recentemente, descobriu a alteração patognomónica dos adenocarcinomas polimorfos de baixo grau das glândulas salivares, descobriu o paper de genes que controlam o pH celular no desenvolvimento de tumores, e desenvolveu a primeira plataforma para sequenciamento de DNA de células individuais extraídas de preparados histológicos de rotina.
Em 2023, o Dr. Jorge Reis Filho recebeu a medalha Goudie oferecida pelo Royal College of Pathologists do Reino Unido pelas contribuições seminais para a patologia e o prêmio Breast Cancer Research Foundation (BCRF) - Larry Norton award by the International Breast Cancer Society pela excelência em patologia mamária.
Desde julho de 2023, Jorge Reis Filho e o vice presidente de desenvolvimento de biomarcadores para o Cancer na companhia farmacêutica AstraZeneca.